# HD 59967
HD 59967，又名CD-37 3637，SAO 198069、HR 2882，是一颗恒星，视星等为6.65，位于銀經250.46，銀緯-8.97，其B1900.0坐标为赤經7h 27m 9.9s，赤緯-37° -8.97′ 48″。